# Giovanni Luciani
Giovanni Luciani (Pola, 9 settembre 1909 – ...) è stato un calciatore italiano, di ruolo attaccante.

## Carriera
Nella stagione 1932-1933 mette a segno 6 reti in 26 presenze in Serie B con la maglia della Grion Pola; rimane con i nerostellati anche nel corso della stagione 1933-1934, nel corso della quale gioca altre 24 partite di campionato e realizza 3 gol. Gioca con la Grion Pola anche nella stagione 1934-1935, l'ultima in Serie B nella storia della società, segnando altri 4 gol in 14 presenze per un totale di 64 presenze ed 11 reti in Serie B. Ha vestito la maglia della Grion Pola nelle serie minori fino al 1939, anno in cui è stato messo in lista di trasferimento.